# Terme di Roselle

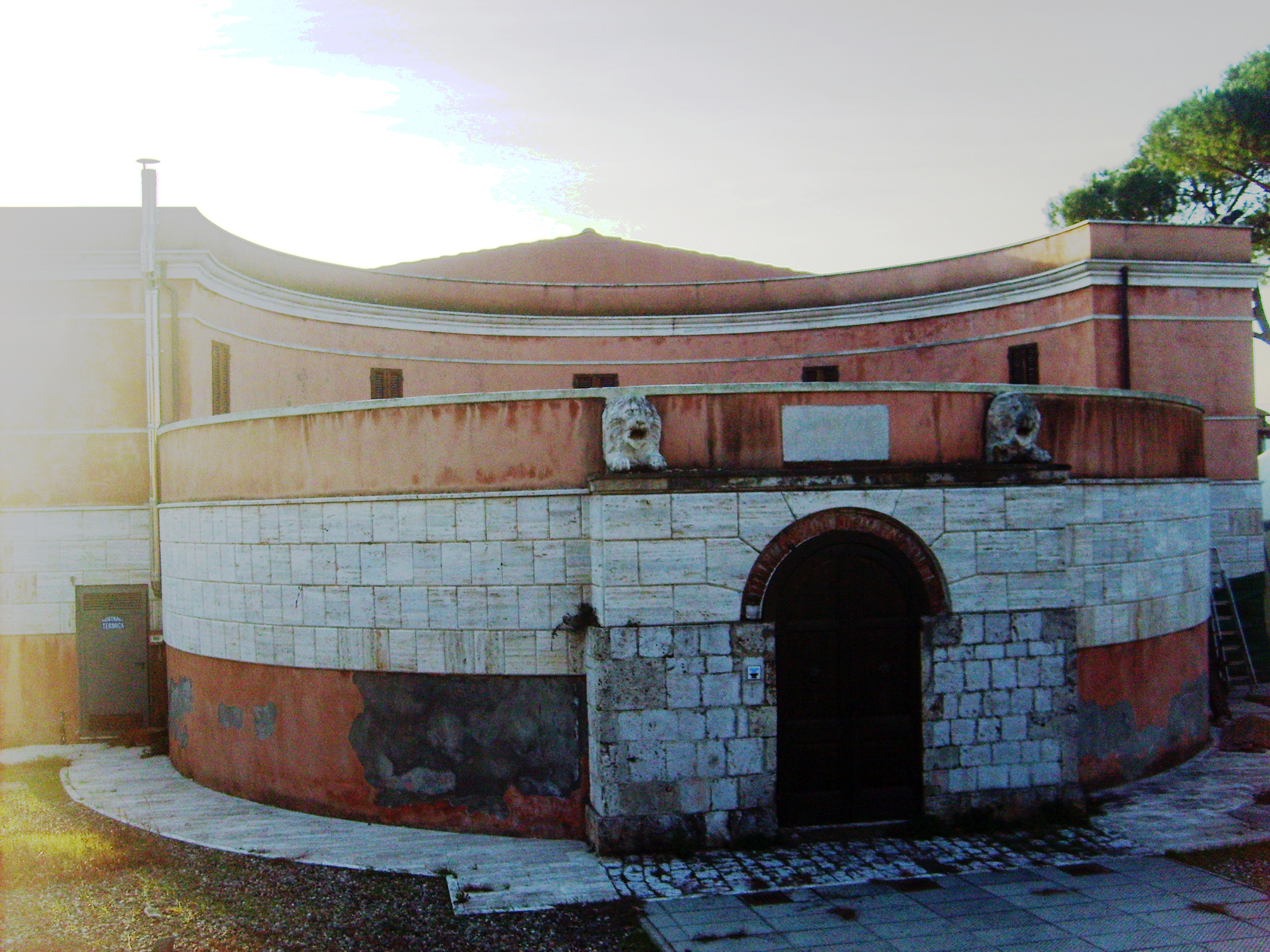
Le terme leopoldine

Le Terme di Roselle sono una stazione termale non funzionante del comune di Grosseto.
Si tratta del più antico stabilimento termale della Maremma che risale all'epoca romana quando Roselle era un'importante città dell'Impero con tanto di Foro, Anfiteatro e Basilica. Le terme non erano situate entro il perimetro delle mura, ma precisamente nel luogo dove ora è in progetto di realizzazione il nuovo stabilimento termale, mentre quello che è rimasto in funzione fino all'alluvione del 4 novembre 1966, che provocò la deviazione della sorgente, era stato costruito dal granduca Leopoldo II nel 1824. Da più di 40 anni Roselle non ha più le Terme, ma se ne sta cercando da parte del comune un valido ente e gestore, anche se i progetti di ristrutturazione e costruzione sono fermi da tempo in seguito ad alcune discussioni riguardante l'esproprio dei terreni.
Le acque termali di Roselle (bicarbonato-solfato-alcalino terrose), 126 l/s provenienti da due pozzi, oltre alla sorgente spontanea che scorre in mezzo al centro abitato, sgorgano a 38°.
Oltre alle Terme di Roselle, nella zona circostante sono presenti altre sorgenti termali riconosciute quali: Terme di Saturnia e Terme dell'Osa (chiuso).